# روبیک زادوریان
روبیک زادوریان (به ارمنی: Ռուբիկ Ծատրեան) (متولد ۱۹۳۲ - درگذشته ۲۰۱۵)، کارگردان، فیلم‌نامه‌نویس، فیلم‌بردار، تدوین‌گر، تهیه‌کننده ارمنی‌تبار اهل ایران بود. وی بین سال‌های ۱۹۴۵ تا - میلادی (۱۳۲۴ تا؟) فعالیت می‌کرد. وی از سال ۱۳۵۴ در ایالات متحده سکونت داشت.

## زندگی‌نامه
روبیک، زادهٔ ۱۹۳۲ میلادی (۱۳۱۱ خورشیدی) در تهران و یکی از پیشگامان امور فنی و لابراتواری سینما و استودیوهای دوبلاژ در ایران بود. ابتدا در کنار برادرش سیمون به تهیهٔ میان‌نویس برای فیلم‌های زبان‌اصلی پرداخت. آن‌ها سپس در قالب یک گروه سه‌نفری (با آلبرت دومان) استودیو شهاب را تأسیس کردند. روبیک مدیریت فنی استودیو را بر عهده گرفت. در ادامه نیز به‌تنهایی هاملت‌فیلم را تأسیس کرد و…

## فعالیت هنری
وی فعالیت سینمایی را سال ۱۹۴۵ (۱۳۲۴) به عنوان دستیار فنی در لابراتوار سینما «خورشید» در چاپ و ترجمه‌های فارسی میان‌نویس فیلم‌های خارجی آغاز کرد.
او سال «استودیو شهاب» و سال ۱۹۷۱ (۱۳۵۰) با تغییر نام «هاملت فیلم» حرفه اش را ادامه داد.
- شروع فعالیت در لابراتوار «سینما خورشید» برای چاپ ترجمه میان‌نویس فیلم‌های خارجی به عنوان دستیار فنی در سال ۱۹۴۵ (۱۳۲۴)
- تأسیس مشترک «استودیو شهاب» و استودیو «هاملت فیلم» در سال ۱۹۵۷ (۱۳۳۶)
- راه‌اندازی لابراتوار چاپ فیلم‌های ریورسال در سال ۱۹۶۳ (۱۳۴۲)
- فعالیت به عنوان تهیه‌کننده، کارگردان و فیلمبردار در سال ۱۹۷۱ (۱۳۵۰)
- اقامت در ایالات متحده آمریکا در سال ۱۹۷۵ (۱۳۵۴)
- شروع فعالیت سینمایی با فیلم احساس داغ' به عنوان کارگردان و فیلمبردار در سال ۱۹۷۱ (۱۳۵۰)
- دریافت تشویق نامه از وزارت فرهنگ و هنر برای فیلمبرداری فیلم احساس داغ در سال ۱۹۷۱ (۱۳۵۰)

## درگذشت
وی در ۲۰۱۵ (دی ۱۳۹۳) در سن ۸۳ سالگی درگذشت.

## فیلم‌شناسی
- ۱۳۵۰ - احساس داغ (کارگردانی، نویسندگی، تهیه کنندگی، فیلمبرداری، تدوینگری)
- ۱۳۵۰ - معرکه (کارگردانی)
- ۱۳۵۰ - میعادگاه خشم (نویسندگی)
- ۱۳۵۰ - مردافکن (تهیه‌کنندگی)